# 中山信吉
中山 信吉（なかやま のぶよし）は、安土桃山時代から江戸時代初期にかけての武将、水戸藩附家老。

## 生涯
天正5年（1577年）、後北条氏家臣・中山家範（勘解由）の次男として生まれた。中山氏は武蔵国入間郡（現在の埼玉県飯能市付近）を本拠とする武蔵七党の一つで、北条氏が武蔵国を押さえると家臣団に組み込まれた。
天正18年（1590年）、小田原征伐における八王子城攻防戦で父家範は討死するが、戦後、信吉は兄照守とともに徳川家康に召し抱えられ、小姓役（1500石）を勤めた。父子ともに八條流馬術の名手であった。
慶長12年（1607年）11月、家康の十一男頼房が常陸国下妻10万石に配されるに伴い、家老として附属され、常陸国真壁郡内5000石を加増されて6500石を知行した。慶長13年（1608年）、八王子城攻防戦に武功ある17騎を与力とし、3500石加増されて1万石となる。慶長14年（1609年）11月、頼房の水戸転封に伴って5000石を加増され、合計1万5000石となる。慶長19年（1614年）、大坂の陣では頼房とともに駿府城を守備する。元和2年（1616年）3月26日、従五位下・備前守に叙任。元和8年（1622年）、常陸松岡（現在の茨城県高萩市）を領有した。
伏見城内での盗賊捕縛や駿府城大火時における頼房救出など、信吉の正直な性格や人柄が家康の厚い信任を得ていたものと思料される。また、水戸藩主の後継として光圀を将軍家光に推挙したと伝えられる。
寛永19年（1642年）1月6日、死去。享年65。

## 系譜
父母
- 中山家範（父）
- 片倉氏（母）

正室
- 久下氏

側室
- 塩谷義上の娘

子女
- 中山信政（長男） 生母は正室
- 中山吉勝（次男） 生母は正室
- 中山信治（四男） 生母は側室